# Comité de surveillance révolutionnaire

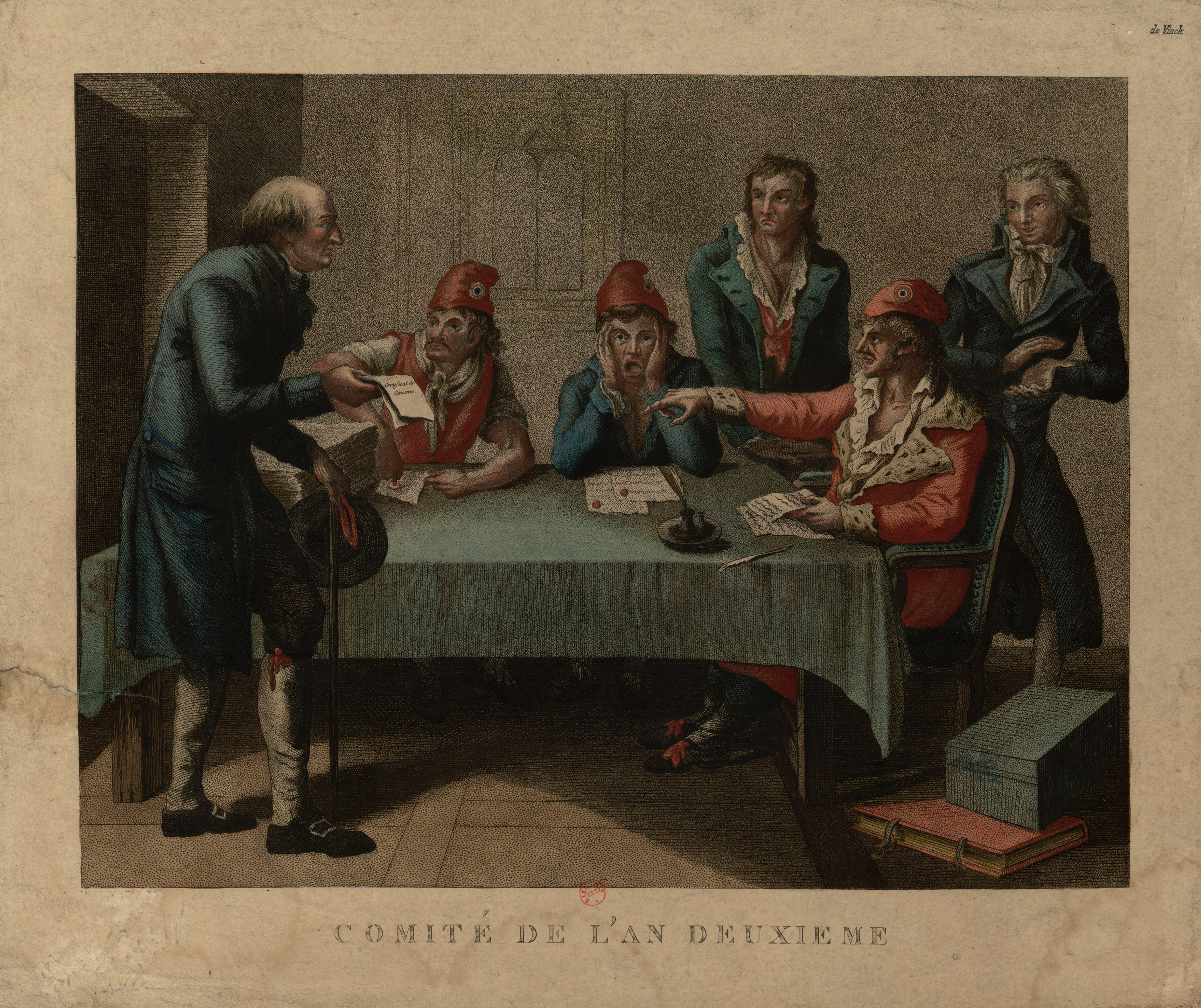
Un citoyen âgé montre son certificat de civisme à un comité de surveillance.
Paris, BnF, département des estampes, vers 1793-1794.

Les Comités de surveillance révolutionnaire sont des institutions révolutionnaires créées par décret de la Convention nationale le 21 mars 1793 dans l'ensemble des communes ou sections de commune. Composés de douze membres, ils sont chargés d'établir la liste des étrangers présents sur leur territoire. La loi du 17 septembre étend ensuite leurs compétences : ils peuvent également établir la liste des suspects et les arrêter. Ils sont supprimés sous la Convention thermidorienne.

## Historique
Le 21 octobre 1789, un Comité des recherches est créé par la municipalité provisoire de Paris pour enquêter sur d'éventuels complots et disparaît avec elle. Le 11 août 1792, au lendemain de la chute de la royauté, la Commune insurrectionnelle de Paris crée un comité de surveillance et invite les sections à en constituer à la place des commissaires de police. Le premier disparaît peu après, tandis que les seconds se maintiennent plus ou moins jusqu'au printemps 1793.

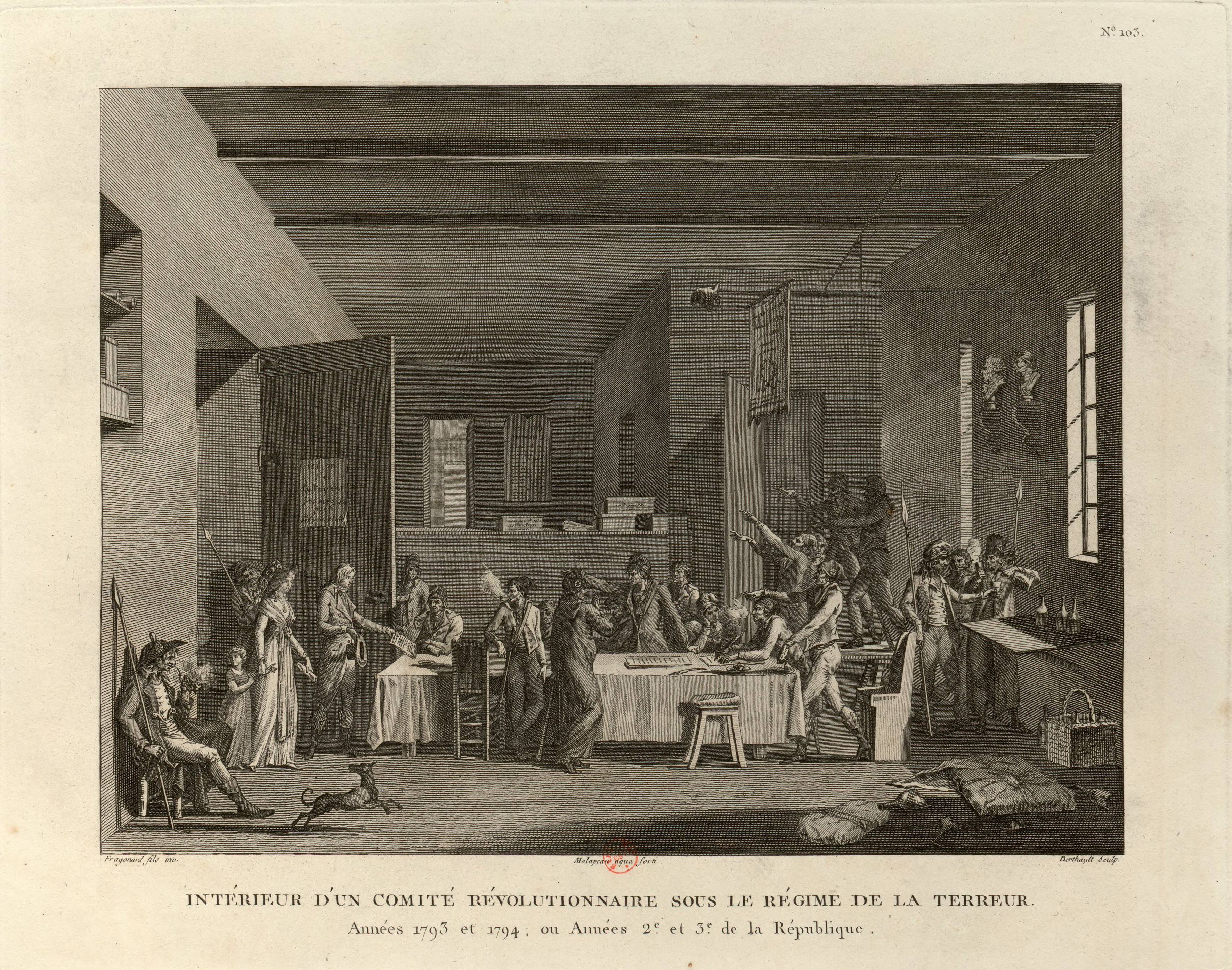
Intérieur d'un comité révolutionnaire sous la Terreur, Tableaux historiques de la Révolution française, eau-forte de Malapeau d'après Fragonard fils, 1797.

Le 21 mars 1793, comme les sections parisiennes font mine de vouloir les ranimer, la Convention décide elle-même par décret la création de comités de surveillance dans toutes les communes ou sections de commune. Puis la loi des suspects du 17 septembre leur confie de soin d'en dresser la liste ; ils peuvent également procéder à leur arrestation, à condition que sept membres au moins soient présents, que l'arrestation soit décidée à la majorité absolue des membres et qu'il soit rendu compte sans délai de la décision au Comité de sûreté générale.

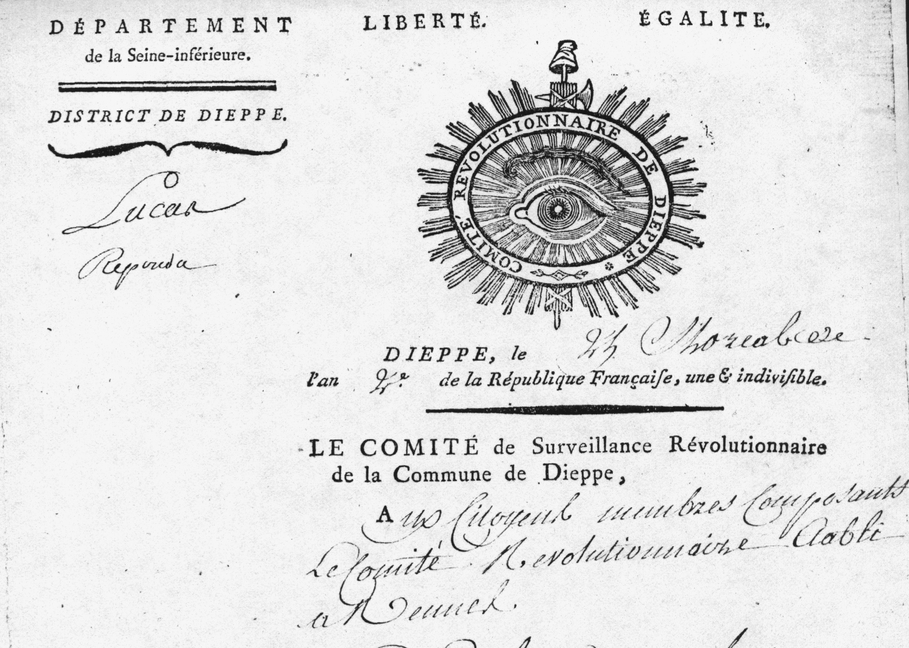
Entête du comité de Dieppe en l'an II.

Le 14 frimaire an II (4 décembre 1793), la Convention les charge, ainsi que les municipalités, de « l'application des lois révolutionnaires et des mesures de sûreté générale et de salut public ». La loi précise que les comités doivent rendre compte de leur action dans les dix jours à l'administration du district et que leur président, renouvelable tous les quinze jours, ne peut être réélu qu'après un mois.
Le 17 frimaire, il est décidé que les comités doivent tenir un registre dans lequel seront inscrits les motifs des mesures prises à l'encontre des individus « non compris littéralement dans la loi des suspects » et soumis dans les vingt-quatre heures aux représentants en mission ou, à défaut, envoyés au comité de sûreté générale.
Tombés sous la tutelle du gouvernement révolutionnaire, ils sont finalement nommés par le Comité de salut public et salariés.
Après le 9 Thermidor, leurs pouvoirs sont encore élargis, avec le droit de prononcer l'élargissement des détenus et de recevoir les adresses des assemblées générales des sections. Toutefois, le 7 fructidor an II (24 août 1794), la Convention réduit leur nombre à un comité par district, douze comités à Paris; ils sont nommés par les représentants en mission ou, à défaut, par le Comité de sûreté générale.
Le 1er ventôse an III (19 février 1795), les comités sont supprimés dans les chefs-lieux de district et dans les communes d'au moins 50 000 habitants. Ils disparaissent définitivement en octobre 1795 sous le Directoire.

## Les Comités de surveillance et les étrangers
Dès le printemps 1793, le thème du complot de l'étranger envahit l'espace public. Les étrangers ont à souffrir d'une xénophobie latente, devenue légale dans les pratiques des Comités de surveillance qui doivent défaire les complots.
Le 1er avril 1793, le Comité de sûreté générale charge les membres des Comités de surveillance de poser des scellés sur les papiers des étrangers. Les maires engagent les comités à prendre toutes les mesures nécessaires pour faire respecter la loi sur les étrangers du 3 août 1793. Le 12 août, l'administration de la police invite les comités à faire des visites fréquentes et à arrêter les étrangers suspects.